# Zeche Vereinigte Ruhrmannsbank
Die Zeche Vereinigte Ruhrmannsbank ist ein ehemaliges Steinkohlenbergwerk in Witten-Borbecke. Das Bergwerk war auch unter dem Namen Zeche Vereinigte Rohrmannsbank bekannt. Das Bergwerk ist aus einer Konsolidation mehrerer Bergwerke entstanden. Das Bergwerk gehörte zum Märkischen Bergamtsbezirk und dort zum Geschworenenrevier Östlich Witten.

## Bergwerksgeschichte
Am 3. Februar des Jahres 1824 konsolidierte die Zeche Ruhrmannsbank mit dem Längenfeld Ruhrmannsbank Nr. 2 und den Zechen Sophia und Peter Caspar. Das neu gegründete Bergwerk erhielt den Namen Zeche Vereinigte Sophia & Ruhrmannsbank. Im Januar des darauffolgenden Jahres wurde der Stollen Sophia wieder in Betrieb genommen und es wurde begonnen, den Schacht Carl abzuteufen. Im Zeitraum vom 24. November 1826 bis zum 16. Januar 1827 wurde ein Längenfeld verliehen. Im selben Jahr wurde die Zeche Vereinigte Sophia & Ruhrmannsbank umbenannt in Zeche Vereinigte Ruhrmannsbank. Im Grubenfeld waren zwei Flöze vorhanden, von denen eins eine Mächtigkeit von 52 Zoll hat, die Mächtigkeit des anderen Flözes wird nicht genannt. In den Jahren 1830 bis 1835 war Schacht Carl in Förderung. Am 2. Mai des Jahres 1837 wurde das Feld Ruhrmannsbank Nr. 2 verliehen. In den Jahren 1840 bis 1847 war Schacht Herold in Betrieb. Im Jahr 1848 wurde die Zeche mit einem Eisenbahnanschluss versehen. Im Jahr 1850 war das Bergwerk nachweislich in Betrieb. Mitte der 1850er Jahre wurde das 52 Zoll mächtige Flöz in Verhieb genommen. Im Jahr 1855 wurde das Grubenfeld durch den Sophia-Stollen gelöst. Der Sophia-Stollen wurde auch für die Förderung verwendet. Die für den Eisenbahnabsatz bestimmten Kohlen wurden ab dem Stollenmundloch auf einem Schienenweg bis zur Bergisch-Märkischen Eisenbahn transportiert. Dieser Schienenweg hatte eine Länge von 65 Lachtern und war mit einer Rampe versehen. Nach dem Jahr 1858 waren die Kohlenvorräte abgebaut, vermutlich wurde das Bergwerk danach stillgelegt. Im Jahr 1859 kam es durch das Geviertfeld Tuchsen unterhalb der Stollensohle zu einer Überdeckung der Berechtsamen Peter Caspar und Ruhrmannsbank.  Am 12. März desselben Jahres konsolidierte die Zeche Vereinigte Ruhrmannsbank mit weiteren Zechen zur Zeche Vereinigte Borbecker Tiefbau.

## Förderung und Belegschaft
Auf dem Bergwerk wurden ausschließlich Esskohlen abgebaut. Die ersten bekannten Förder- und Belegschaftszahlen des Bergwerks stammen aus dem Jahr 1830, es wurden 86.032 Scheffel Steinkohle gefördert. Die Belegschaftszahlen schwankten in diesem Jahr zwischen 17 und 28 Bergleuten. Im Jahr 1835 wurden 100.446 Scheffel gefördert. Die vermutlich maximale Förderung stammt aus dem Jahr 1838, mit 33 Bergleuten wurden 32.077 preußische Tonnen Steinkohle gefördert. Im Jahr 1840 wurden 81.512 Scheffel Steinkohle gefördert. Im Jahr 1845 sank die Förderung auf 57.076 Scheffel ab. Die Belegschaftszahlen schwankten in diesem Jahr zwischen 14 und 26 Bergleuten. Die letzten bekannten Förder- und Belegschaftszahlen des Bergwerks stammen von 1847, als mit 15 bis 20 Bergleuten 60.291 Scheffel Steinkohle gefördert wurden.